# Ercheia careona
Ercheia careona là một loài bướm đêm trong họ Noctuidae.